# Saint-Uze
Saint-Uze ist eine französische Gemeinde im Département Drôme. Saint-Uze gehört zum Arrondissement Valence und zum Kanton Saint-Vallier. Die Gemeinde hat 2.129 Einwohner (Stand: 1. Januar 2022).

## Geographie
Saint-Uze liegt etwa 46 Kilometer südöstlich von Saint-Étienne zwischen Lyon und Marseille. Umgeben wird Saint-Uze von den Nachbargemeinden Albon im Norden, Saint-Jean-de-Galaure im Osten, Saint-Barthélemy-de-Vals im Süden, Laveyron im Westen sowie Beausemblant im Nordwesten.

## Bevölkerungsentwicklung
| Jahr                       | 1911 | 1962 | 1968 | 1975 | 1982 | 1990 | 1999 | 2006 | 2012 |
| -------------------------- | ---- | ---- | ---- | ---- | ---- | ---- | ---- | ---- | ---- |
| Einwohner                  | 1760 | 1970 | 1980 | 2086 | 2003 | 1846 | 1589 | 1783 | 1977 |
| Quellen: Cassini und INSEE |      |      |      |      |      |      |      |      |      |

## Wirtschaft
In Saint-Uze befand sich seit 1966 die renommierte Orgelbau-Manufaktur von Henri Saby, die von seinem Sohn Pierre (1950–2017) weitergeführt wurde.

## Sehenswürdigkeiten

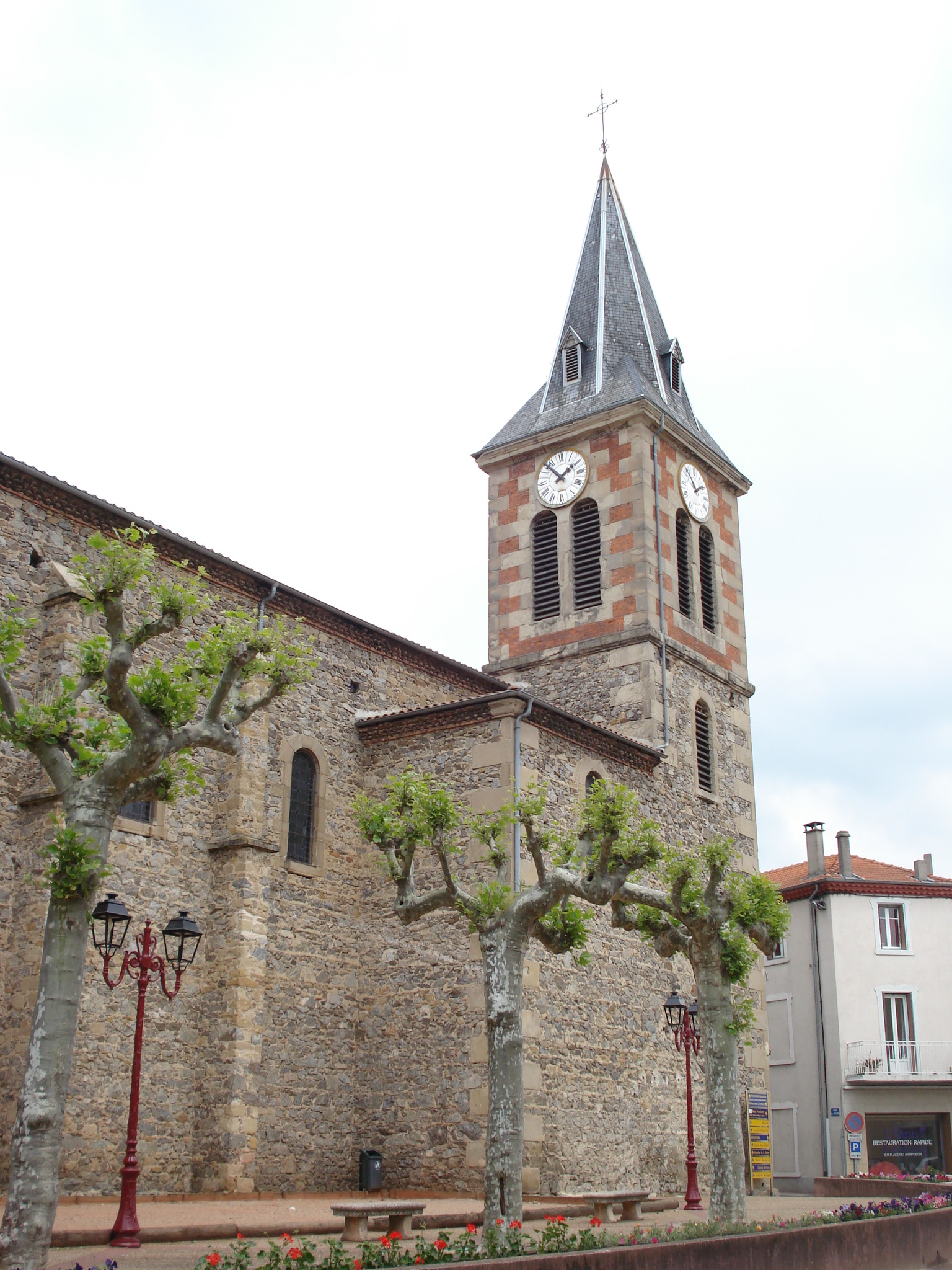
Kirche Saint-Eustache
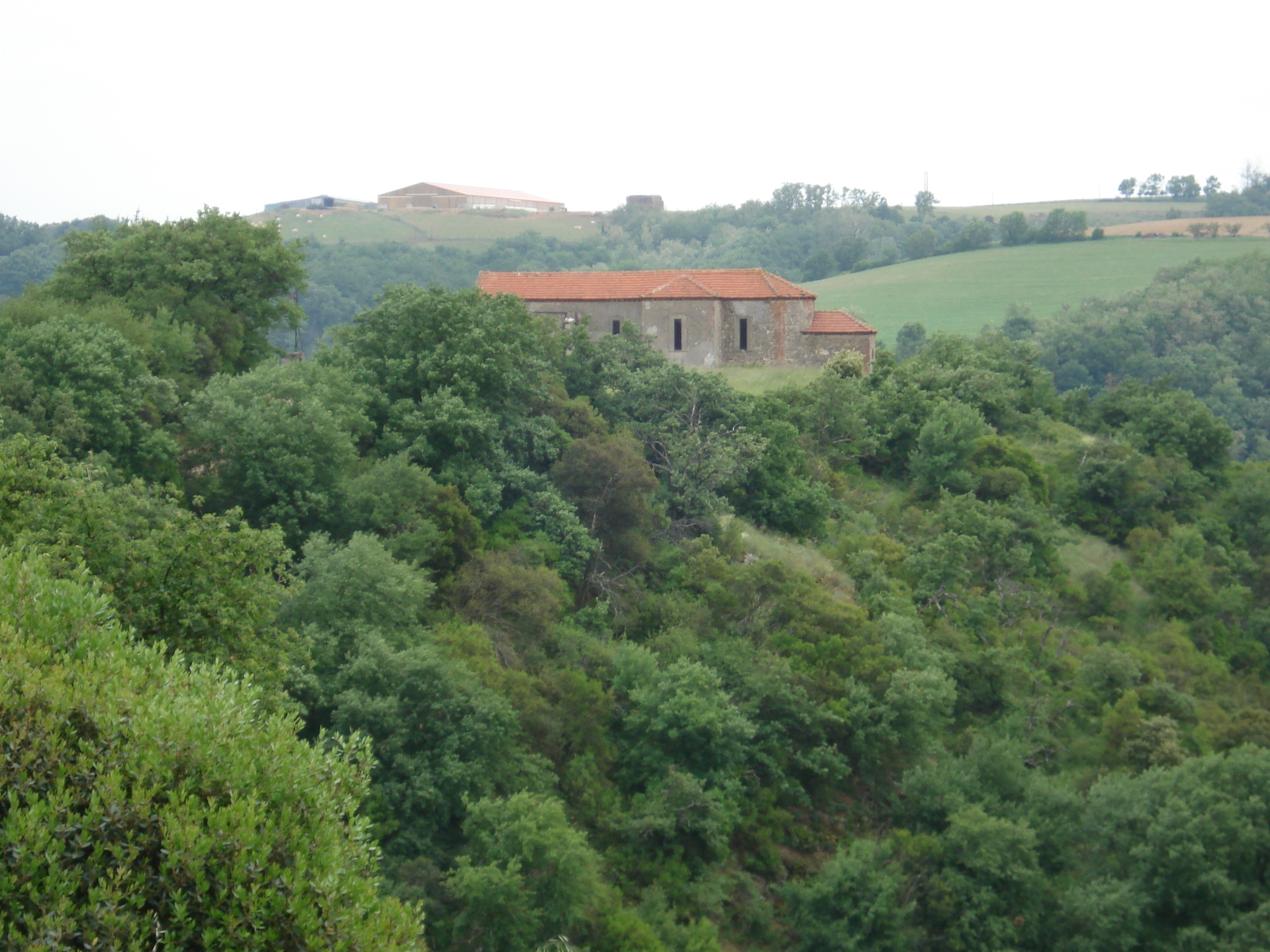
Kapelle Sainte-Euphémie
- Haus der Keramikkunst
- Ruinen des Schlosses Vals
- Schloss Montaclard

- Kirche Saint-Eustache
- Kapelle Saint-Euphémie